# Adam Łukaszewicz
Adam Tadeusz Łukaszewicz (ur. 1950) – polski papirolog i archeolog śródziemnomorski, profesor Uniwersytetu Warszawskiego, pracownik Zakładu Papirologii w Instytucie Archeologii UW.

## Życiorys
Odbył studia na Uniwersytecie Warszawskim w zakresie archeologii śródziemnomorskiej (praca magisterska Ikonografia anachorety Aarona na podstawie malowidła ściennego z katedry Faras, 1974). Od 1974 pracownik UW. Doktorat nauk humanistycznych uzyskał w 1978, broniąc rozprawy Budowle publiczne w miastach Egiptu rzymskiego na podstawie źródeł papirusowych), habilitację w 1992 (na podstawie rozprawy Aegyptiaca Antoniniana. Działalność Karakalli w Egipcie 215–216); od 1995 na stanowisku wyższego wykładowcy (profesora) uniwersyteckiego w Zakładzie Papirologii. 5 marca 2004 prezydent nadał mu naukowy tytuł profesora.
Jest stałym współpracownikiem Centrum Archeologii Śródziemnomorskiej UW w Kairze, członkiem Rady Naukowej Centrum, pracował w Aleksandrii i w innych polskich misjach wykopaliskowych. Prowadzi badania epigraficzne w Dolinie Królów, kierował misją wykopaliskową w Denderze w Górnym Egipcie. W 1991 został członkiem Institute for Advanced Study w Princeton. Autor książek i licznych artykułów naukowych, a także przekładów literatury naukowej. Popularyzator wiedzy o starożytności.

## Najważniejsze publikacje
- Les édifices publics dans les villes de l'Égypte romaine. Problèmes administratifs et financiers, Warszawa 1986
- Aegyptiaca Antoniniana. Działalność Karakalli w Egipcie (215–216), Warszawa 1993
- Aegyptiacae quaestiones tres, Warszawa 1995
- Antoninus Philosarapis, Warszawa 1998
- Kleopatra, czyli koniec dynastii, Warszawa 2000
- Świat papirusów, Warszawa 2001
- Kleopatra – ostatnia królowa starożytnego Egiptu, Warszawa 2005
- Egipt Greków i Rzymian, Warszawa 2006
- W słońcu Egiptu : z dziejów podróży nad Nil, Warszawa, 2020

## Przekłady
- Upadek Rzymu (Joseph Vogt), Warszawa 1993
- Bogowie i symbole starożytnych Egipcjan (Manfred Lurker), Warszawa 1995
- Marek Aureliusz (Pierre Grimal), Warszawa 1997
- Dzieje starożytnego Egiptu (Nicolas Grimal), Warszawa 2004